# Blutschnabelmöwe

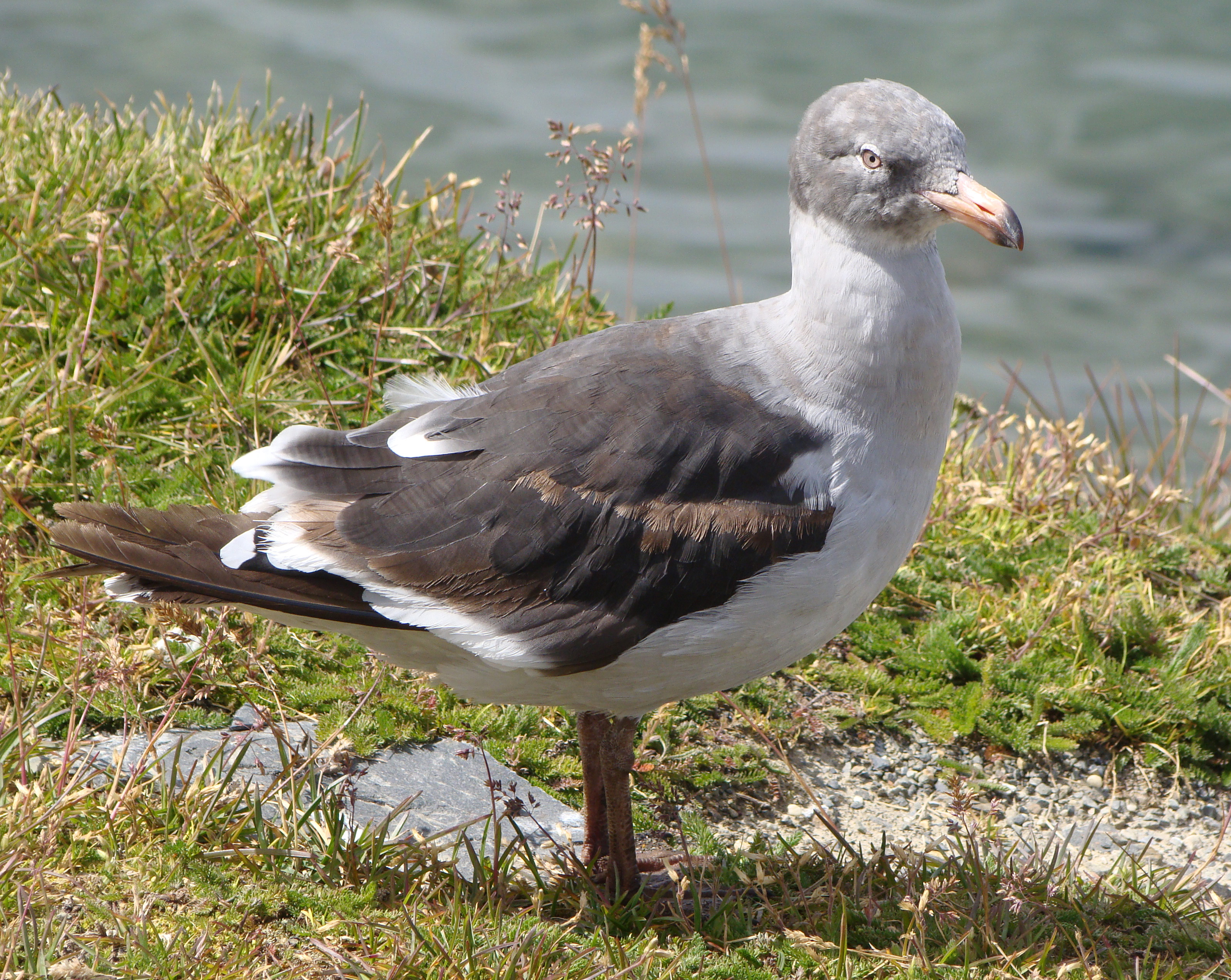
Immature Blutschnabelmöwe

Die Blutschnabelmöwe (Leucophaeus scoresbii, Syn.: Larus scoresbii) ist eine monotypische Möwenart, die im Süden Südamerikas vorkommt. Es handelt sich um eine mittelgroße Möwe mit einem kurzen, aber sehr kräftigen und bei adulten Vögeln auffällig rot gefärbten Schnabel. Sie ist in ihrem Verbreitungsgebiet mit keiner anderen Möwenart verwechselbar. Die ebenfalls weißköpfige und -schwänzige Dominikanermöwe, die im selben Verbreitungsgebiet vorkommt, ist erheblich größer.

## Erscheinungsbild
Die Blutschnabelmöwe erreicht eine Körperlänge zwischen 40 und 46 Zentimeter. Die Flügellänge beträgt 30,6 bis 33,9 Zentimeter, die Flügelspannweite zwischen 104 und 110 Zentimeter. Im Durchschnitt wiegen die Tiere 524 Gramm. Männchen sind im Mittel etwas größer als die Weibchen.
Adulte Blutschnabelmöwen sind im Prachtkleid unverwechselbar. Sie haben dann einen weißen Kopf und eine weiße Körperunterseite, die leicht gräulich überwaschen ist. Rumpf und Schwanz sind etwas weißlicher. Die Schwingen sind schwarz, jedoch weisen diese am Ende einen breiten weißen Federsaum auf, der besonders im Flug auffällig ist. Die Armschwingen sind unterseits etwas gräulicher. Die Beine und der Schnabel sind leuchtend rot. Das gelblich-weiße Auge ist von einem auffälligen roten Augenring umgeben. Im Schlichtkleid ist der Kopf gräulich.
Jungvögel haben einen graubraunen Kopf und eine ebenso gefärbte obere Brust, was sie von allen anderen Möwenarten unterscheidet. Der Bauch ist weiß, der Rücken und die Flügeloberseite ist schwarzbräunlich. Auf den Schwanzfedern verläuft ein dunkles Querband. Noch nicht geschlechtsreife Individuen gegen Ende des ersten Lebensjahres gleichen noch den Jungvögeln, haben aber bereits eine weißliche Brust und Kehle. Zwei- und dreijährige Vögel weisen eine zunehmende Ähnlichkeit mit den adulten Vögeln auf, haben aber noch einen dunklen Oberkopf und der Nacken ist noch dunkel gefärbt. Die Iris weist im zweiten Sommer bereits die Färbung der adulten Vögel auf.

## Verbreitungsgebiet
Das Verbreitungsgebiet der Blutschnabelmöwe umfasst die Küsten Südchiles und des südlichen Argentiniens bis Feuerland, außerdem die Inseln von Kap Hoorn und die Falklandinseln. Während des Winterhalbjahres ziehen Blutschnabelmöwen etwas weiter nach Norden.

## Lebensweise
Blutschnabelmöwen sind Allesfresser, ernähren sich aber überwiegend von Aas, Vogeleiern und deren Küken. Sie fressen auch marine Wirbellose, Muscheln und Insekten. Während ihrer Nahrungssuche durchsuchen sie regelmäßig an den Strand gespülte Algen. Sie jagen außerdem anderen Möwen sowie Kormoranen die Nahrung ab.
Blutschnabelmöwen sind Koloniebrüter. Die Kolonien sind gewöhnlich relativ klein, regelmäßig sind sie darin mit Dominikanermöwen vergesellschaftet. Die Brutzeit beginnt frühestens Anfang November, aber gewöhnlich meist erst im Dezember. Das Nest wird geschützt zwischen Felsbrocken oder Grasbüscheln errichtet. Es besteht aus Tang oder anderen Pflanzen, die Nistmulde ist gewöhnlich mit Gras ausgelegt. Das Gelege besteht aus zwei bis drei Eiern. Diese haben eine grau-grünlich bis oliv-beige Farbe. Die Brutzeit beträgt 24 bis 27 Tage. Die Küken verlassen das Nest bereits in einem Alter von zwei bis fünf Tagen und bilden Kindergruppen, wenn sie etwas älter sind.

## Belege

### Einzelbelege
1. 1 2  Shirihai, S. 223
2. 1 2  Shirihai, S. 224